# Direttività delle basi idrofoniche rettilinee

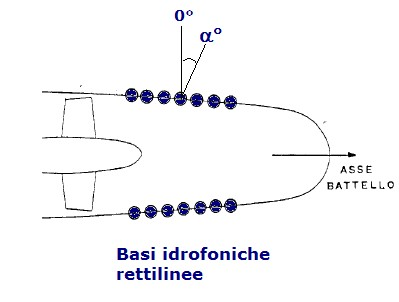
Basi idrofoniche rettilinee

Lo studio della caratteristica di direttività delle basi idrofoniche rettilinee {\displaystyle R(\alpha )} fa parte del progetto del sonar  e della valutazione delle portate di scoperta.
Lo studio consente la determinazione dei parametri della direttività delle basi , in particolare il guadagno e la larghezza del lobo principale computati su di una banda di frequenze,
In figura esempio, non in scala, di base idrofonica rettilinea su sottomarino:

## L'algoritmo di calcolo della direttività in banda di frequenze
L'algoritmo di calcolo della direttività R{\displaystyle (\alpha )} di una base idrofonica rettilinea, dovuto a Stenzel, è riportato nella funzione:
{\displaystyle R(\alpha )={\sqrt[{}]{(1/n)+(2/n^{2})\cdot \sum _{m=1}^{j}\left\{(n-m)\cdot [\sin \ (m\cdot p\cdot x)/(m\cdot p\cdot x)]\cdot \cos \ [(p+2)\cdot m\cdot x]\right\}}}}
Dove:
{\displaystyle n=} numero degli idrofoni
{\displaystyle j=n-1}
{\displaystyle d=L/(n-1)}
{\displaystyle L=} lunghezza della base in metri
{\displaystyle c=} velocità del suono in m / s
{\displaystyle x=(\pi \cdot d\cdot f_{1}/c)\cdot \sin \ (\alpha )}
{\displaystyle f_{1}=}   frequenza inferiore della banda in {\displaystyle Hz}
{\displaystyle f_{2}=}  frequenza superiore della banda in {\displaystyle Hz}
{\displaystyle p=(f_{2}-f_{1})/f_{1}}

### Modalità di computazione
Prima dell’avvento dei computer gli sviluppi matematici necessari per il calcolo dell'andamento di {\displaystyle R(\alpha )} erano eseguiti per valori discreti di {\displaystyle \alpha } con un notevole dispendio di tempo per modesti campioni della {\displaystyle R(\alpha )} stessa.
Oggi, grazie ai personal computer, si possono implementare particolari routine di calcolo sviluppate in linguaggio più alla mano  che, oltre ai singoli livelli numerici, consentono la costruzione grafica dell’andamento di {\displaystyle R(\alpha )} con innumerevoli punti di calcolo.
Il calcolo delle curve di direttività delle basi idrofoniche consente un’analisi accurata del loro comportamento tramite un'interfaccia virtuale tra operatore e software di calcolo.
Con il software si sviluppa l'algoritmo riportato in precedenza che prevede il calcolo in funzione delle variabili:
{\displaystyle {\displaystyle f_{1}=}} frequenza inferiore della banda in {\displaystyle Hz}
{\displaystyle {\displaystyle f_{2}=}} frequenza superiore della banda in {\displaystyle Hz}
{\displaystyle {\displaystyle \alpha =}} direzione di puntamento in gradi sessagesimali
{\displaystyle {\displaystyle L=}}lunghezza della base in metri
{\displaystyle {\displaystyle n=}} numero degli idrofoni
Per la valutazione rapida della bontà della caratteristica di direttività si fa spesso riferimento al valore dell'ampiezza dell'angolo {\displaystyle \alpha '} che decrementa  {\displaystyle R(\alpha )}  da ampiezza {\displaystyle 1} ad ampiezza {\displaystyle 0,7}.
Più è piccolo {\displaystyle \alpha '} migliore è la caratteristica di direttività.
Le basi idrofoniche rivelano in modo ottimale una sorgente acustica quando questa è posizionata angolarmente sulla direzione dove la curva di direttività presenta il massimo.
La routine di programma consente, con processo iterativo, di ottenere il desiderato valore di {\displaystyle \alpha '} mediante la variazione di una qualsiasi delle variabile citate ferme restando il valore delle altre.

### Esempi di dimensionamento
Una volta studiato il software  si possono sviluppare alcuni esempi di valutazione che riguardano il calcolo della direttività; 

#### Primo

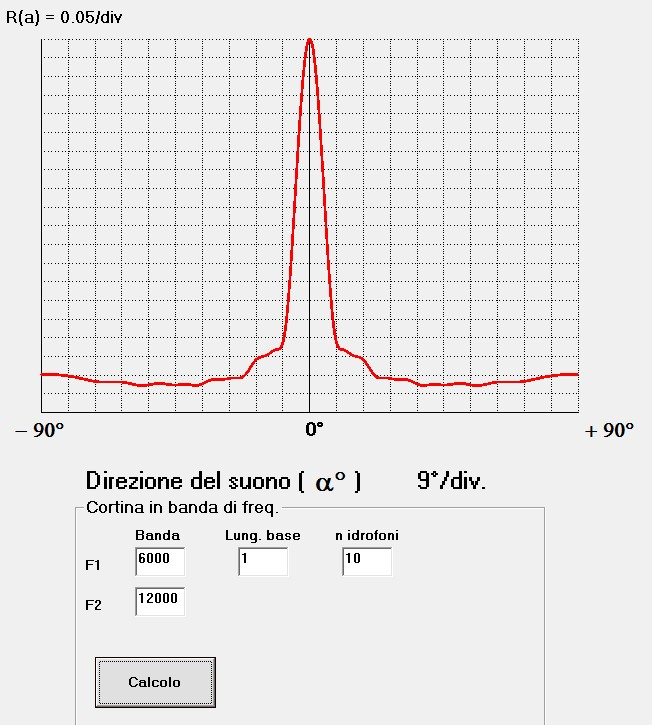
Funzione

Dimensionamento [2] della direttività di una base idrofonica rettilinea  e continua [3] della lunghezza di {\displaystyle {\displaystyle 1\ m}} nella banda di frequenze {\displaystyle {\displaystyle 6000\ Hz\ ;\ 12000\ Hz}} 
calcolata per:
{\displaystyle {\displaystyle f_{1}=6000\ Hz}}
{\displaystyle {\displaystyle f_{2}=12000\ Hz}}
{\displaystyle {\displaystyle L=1\ m}}
{\displaystyle {\displaystyle n=10}}
{\displaystyle {\displaystyle c=1530\ m/s}}

#### Secondo
{\displaystyle f_{1}=1000\ Hz}
{\displaystyle f_{2}=6000\ Hz}
{\displaystyle L=0.5\ m}
{\displaystyle n=12}
{\displaystyle c=1530\ m/s}

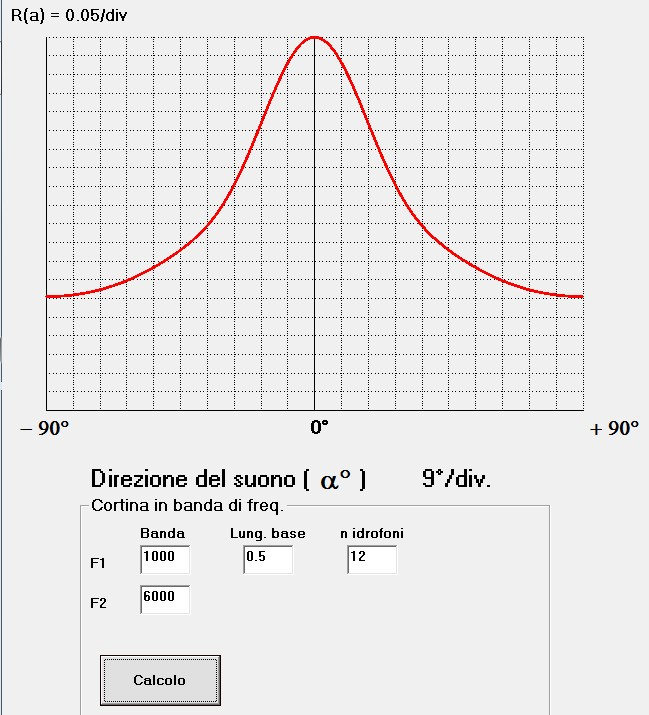
Funzione

Il calcolo rende la risposta grafica della direttività di figura:

#### Terzo
{\displaystyle f_{1}=2000\ Hz}
{\displaystyle f_{2}=5400\ Hz}
{\displaystyle L=1\ m}
{\displaystyle n=18}
{\displaystyle c=1530\ m/s}

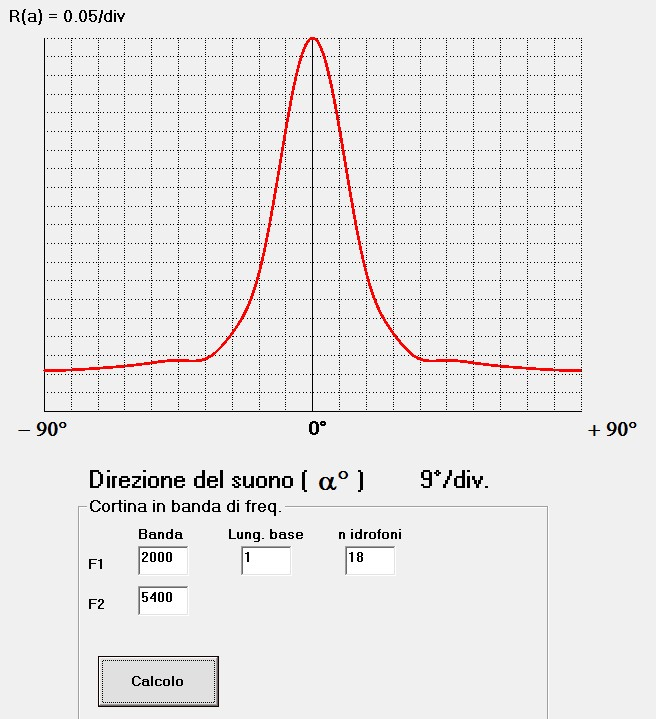
Funzione

Il calcolo rende, in figura, la risposta grafica della direttività:

### Osservazioni
E di fondamentale importanza osservare che, fissate di massima tutte le variabili, è possibile ottenere una curva di direttività desiderata modificando ad arte una delle quattro ; operazione fattibile dopo computazioni iterative,